# منطقه آرام رادیویی

نقشه‌ای که گسترهٔ منطقه آرام رادیویی ملی ایالات متحده را نشان می‌دهد.

منطقه آرام رادیویی (انگلیسی: Radio quiet zone)، منطقه‌ای است که در آن انتقال امواج رادیویی محدود گردیده تا از تلسکوپ رادیویی یا یک ایستگاه ارتباطی در برابر تداخل رادیویی الکترومغناطیسی محافظت شود. مقررات رادیویی اتحادیه بین‌المللی ارتباطات از راه دور (ITU) آی تی یو عدم اطمینان از وجود حد اکثر ۱۰٪، تداخل را به عنوان اختلال در اخترشناسی رادیویی تعریف می‌کند. به اختصاص، مقررات قابل اجرا به نام توصیهٔ «ITU-R RA.769»؛ "معیارهای حفاظت مورد استفاده برای اندازه‌گیری‌های اخترشناسی رادیویی" شناخته می‌شود. وسایلی که می‌توانند سبب تداخل شوند شامل تلفن‌های همراه، فرستنده‌های تلویزیونی و رادیوهای CB و دیگر تجهیزات الکتریکی است.
مناطق آرام رادیویی در جاهایی قرار گرفته‌اند که کم جمعیت هستند و اجرای قوانین دولتی می‌تواند اعمال شود. یک منطقهٔ آرام رادیویی غالباً خود به دو منطقه تقسیم می‌شود: یک منطقهٔ خروجی که تمام انتشارات رادیویی در آن ممنوع است و یک منطقهٔ هماهنگی گسترده‌تر تا ۱۰۰ کیلومتر مربع که در آن سطح توان انتقال رادیویی به‌طور مناسب محدود شده‌است تا با تلسکوپ رادیویی تداخل نداشته باشد.
مناطق رسماً آرام رادیویی در پیرامون بسیاری از رصدخانه‌ها وجود دارد،